# Попов-Ленский, Иннокентий Лаврентьевич
Иннокентий Лаврентьевич Попов-Ленский (при рождении Попов; 21 мая 1893, Якутская область — 1931, Москва) — историк, ученик профессора Кареева, участник «Кружка молодых историков». Научный сотрудник Исторического института при Петроградском университете (1922—1923), профессор истории Института Маркса и Энгельса, научный сотрудник РАНИОН. Специалист по истории французского Просвещения и Французской революции XVIII века, занимался аграрной историей и историей общественной мысли (движения левеллеров) в Англии XVII века.

## Биография
Родился 21 мая 1893 года в Олёкминске. Отец Лаврентий Григорьевич, протоиерей Спасского собора, мать Елизавета Стефановна (в девичестве Попова), всего в семье было пятеро детей.
В 1912 году Иннокентий окончил Иркутскую гимназию с золотой медалью, после чего поехал в Санкт-Петербург, где поступил в Политехнический институт на кораблестроительный факультет. После двух лет обучения Попов подал прошение ректору Санкт-Петербургского университета о приёме его на историко-филологический факультет. В университете он посещал семинары виднейших профессоров истории тех лет — Присёлкова, Рождественского, Бодуэна-де-Куртене и других, но наиболее выделял семинар Николая Ивановича Кареева, посвящённый истории Франции предреволюционного и революционного периодов. Именно на кафедре всеобщей истории, возглавляемой Кареевым, Попов решил продолжить свою научную работу. В своих воспоминаниях профессор Кареев писал: «За всё время моей преподавательской деятельности у меня сразу не было такого количества способных и обещающих в будущем учеников, как Е. И. Петров, В. В. Бирюкович и И. Л. Попов».
По рекомендации Кареева, добавивший к этому времени к своей фамилии ссылку на родную сибирскую реку Попов-Ленский в 1921 году был принят сотрудником во вновь организованный Исторический исследовательский институт при Петроградском университете, сосредоточившись на изучении истории Просвещения и Великой революции во Франции, а также истории Англии XVII—XVIII веков, и продолжая посещать семинар Кареева. В том же 1921 году Попов-Ленский стал одним из организаторов Кружка молодых историков, вместе с Тхоржевским, Введенским, Шебуниным и другими молодыми выпускниками университета.
В апреле 1924 года Попов-Ленский был арестован ОГПУ, но благодаря заступничеству видных профессоров университета был отпущен «на поруки». В том же 1924 году была опубликована его первая крупная самостоятельная работа — книга «Антуан Барнав и материалистическое понимание истории (К характеристике историко-философских идей в XVIII в.)», посвящённая политическому деятелю Французской революции. Книга получила блестящие отзывы специалистов, известны рецензии на книгу Луппола, Водена, Кареева, Волгина. В 1928 году вышла его следующая книга, на этот раз посвящённая эпохе становления английского капитализма — «Лильберн и левеллеры». Обе книги сохранили свою актуальность и цитируются современными учёными-историками. В 1920-х годах, помимо написания книг и научных статей в сохранявшихся в те году независимых исторических журналах, как «Анналы» и других, Иннокентий Попов-Ленский также сотрудничал с академическими редакциями — участвовал самостоятельно и в соавторстве в написании статей для Большой Советской энциклопедии, Малой советской энциклопедии: Барнав, Левеллеры, Лильберн, Британская империя и других. Одними из последних опубликованных научных работ Попова-Ленского стали статья об огораживаниях в Англии и глава в «Книге для чтения по истории новейшего времени». В 1929 году в Ленинграде были начаты дела против Кружка молодых историков и большое Академическое дело. Известно, что было задержано около 30 участников Кружка молодых историков, но большая часть была освобождена в феврале 1930 года. Нет сведений, задерживался ли Попов-Ленский.
В 1931 году умер в Москве, похоронен на Введенском кладбище.

## Публикации
- Антуан Барнав и материалистическое понимание истории (К характеристике историко-философских идей в XVIII в.). М.; Л.: Красная Новь, 1924, 498 с.
- Лильберн и левеллеры / Социальные движения и классовая борьба в эпоху английской революции в XVII в. М.; Л.: Московский рабочий, 1928. 229 с.